# Brevilabus
Brevilabus Strand, 1908 è un genere di ragni appartenente alla famiglia Lycosidae.

## Distribuzione
Le 2 specie note di questo genere sono state reperite in Africa centrale: la specie dall'areale più vasto è la B. oryx reperita in località del Senegal e dell'Etiopia.

## Tassonomia
Non sono stati esaminati esemplari di questo genere dal 1980.
Attualmente, a dicembre 2016, si compone di 2 specie:
- Brevilabus gillonorum Cornic, 1980[2] — Costa d'Avorio
- Brevilabus oryx (Simon, 1886)[3] — Senegal, Etiopia